# 熊本県立熊本西高等学校
熊本県立熊本西高等学校（くまもとけんりつ くまもとにしこうとうがっこう、Kumamoto Prefectural Kumamoto Nishi High School）は、熊本県熊本市西区城山大塘五丁目にある県立高等学校である。愛称は「西高」。

## 概要
歴史
昭和40年代の熊本市圏における普通科の公立高等学校は、濟々黌高校・熊本高校・第一高校・第二高校・熊本市立高校（現：必由館高校）など、市の中心部及び東部に偏在する傾向があり、その偏在状態を緩和するため、1974年（昭和49年）に設立、1975年（昭和50年）に開校した。2009年（平成21年）に創立35周年を迎えた。
生徒数の推移
かつては1学年に11クラスという時期もあったが、2011年（平成23年）4月現在、1学年9クラスにまで生徒数は減少している。
設置課程・学科・コース
全日制課程 普通科・理数科の2学科。また、普通科の中に体育コースを設置。
2020年（令和2年）より理数科を改変、サイエンス情報科を創立。
校訓
「清・明・和」
校章
校名の「西」を図案化したもの。
校歌
作詞は初代校長の小管勇次、作曲は元熊本県立第一高等学校教諭の有馬俊一によるもの。3番まであり、各番とも「西高校」で終わる。他にも西高応援歌（作詞 - 麦田孝秀（教諭）／ 補筆・作曲 - 岩代浩一）がある。
同窓会
「熊本県立熊本西高等学校同窓会西峰会(せいほうかい)」と称している。また、西高吹奏楽部（現：音楽部）OBが中心となって結成された市民吹奏楽団「WHO's ウインドアンサンブル」や宅地建物取引業に従事する卒業生の業界団体「宅建西峰会」、同窓会組織を母体に、藤崎八旛宮秋季例大祭に飾馬の奉納を行う「飾馬奉納 西峰會」もある。

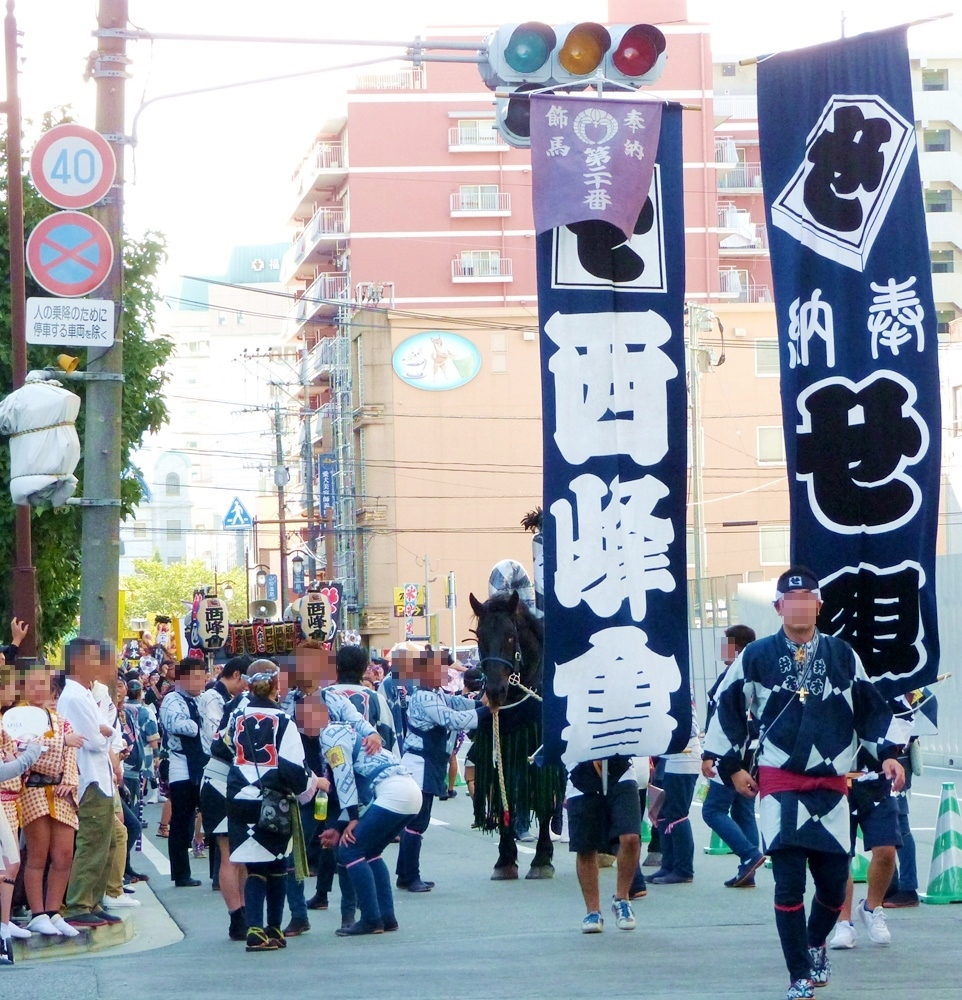
藤崎八旛宮秋季例大祭
飾馬奉納 西峰会

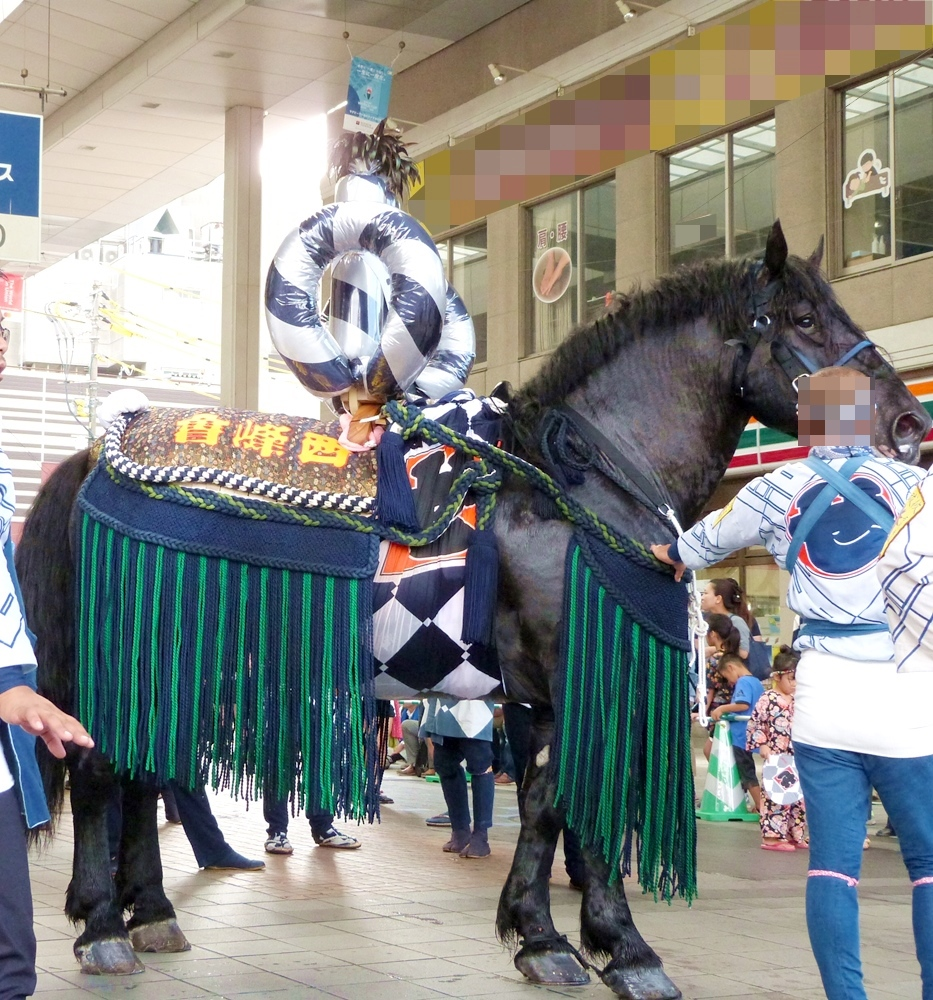
藤崎八旛宮秋季例大祭
飾馬奉納 西峰会

## 沿革
- 1974年（昭和49年）
  - 10月1日 - 熊本県立熊本西高等学校が創立。募集定員を普通科4学級180名とする。 開設事務所を熊本県立熊本養護学校内（旧熊本県立熊本農業高等学校跡）に設置。
  - 10月5日 - 校訓（清・明・和）を制定。
  - 11月2日 - 校旗・校章を制定。
- 1975年（昭和50年）
  - 4月1日 - 「熊本県立熊本西高等学校」（現校名）が旧熊本県立熊本農業高等学校跡（熊本市出水四丁目28）に開校。
  - 8月26日 - 新校舎・体育館・運動場が完成し、移転。
  - 11月8日 - 校歌を制定。
  - 11月15日 - 開校記念式を挙行。
- 1976年（昭和51年）3月31日 - プールとクラブ室が完成。
- 1977年（昭和52年）
  - 2月10日 - 管理棟、普通教室棟が完成。
  - 3月31日 -  武道場が完成。
- 1984年（昭和59年）
  - 3月31日 - 学びの森が完成。
  - 9月28日 - 創立10周年を記念し、以下の記念事業を実施。
    - 「文化体育両道顕彰」碑を除幕。
    - 西高応援歌を制定・披露。
    - 西高太鼓を制定・披露。（作曲 - 福田隆）
- 1986年（昭和61年）3月31日 - セミナーハウス「有朋館」が完成。
- 1987年（昭和62年）3月7日 - 「白球の森」が完成。
- 1988年（昭和63年）
  - 3月30日 - 校舎前の道路（東西線）を整備し、道路沿いにツツジを植樹。
  - 9月28日 - テレホンサービスを開始。
  - 10月13日 - 第1回韓国修学旅行を実施。
- 1989年（平成元年）11月20日 - センテニアル高校（カナダ ブリティッシュコロンビア州）と姉妹校関係を結ぶ。
- 1990年（平成2年）2月5日 - 「西蛍のせせらぎ」（ホタルの飼育設備）が完成。
- 1991年（平成3年）4月1日 - 普通科1学級を普通科体育コースに改編。
- 1992年（平成4年）12月13日 - 海外姉妹校カナダ・センテニアル高校他2校の生徒・関係者32名が交流を行う。
- 1993年（平成5年）3月31日 - プールにドーム状のテント屋根が完成（雲仙普賢岳の噴火に伴う火山灰が長期に渡り飛来、沈殿したため）。
- 1995年（平成7年）12月25日 - 新体育館が完成。
- 2019年（令和元年）8月19日 - 理数科の「サイエンス情報科」への改編が決定。2020年度（令和2年度）より設置予定。

## 部活動

### 運動部

#### なぎなた部
インターハイ優勝回数7回および5連覇はいずれも歴代最多記録である。
- 1997年（平成9年）8月 - '97京都総体 なぎなた競技女子個人戦で優勝。
- 1998年（平成10年）8月 - 四国'98総体 なぎなた競技三種目で完全優勝。
- 1999年（平成11年）
  - 8月 - '99岩手総体 なぎなた競技 団体優勝。（2連覇）
  - 10月 - くまもと未来国体（なぎなた競技）が開催。
- 2000年（平成12年）8月 - 2000年岐阜総体 なぎなた競技団体準優勝。
- 2002年（平成14年）8月 - 2002年茨城総体 なぎなた競技団体で優勝（4回目）・個人戦準優勝。**2005年（平成17年）
  - 3月 - 獅子旗西日本なぎなた大会で団体11連覇。
  - 8月 - 2005千葉きらめき総体 なぎなた競技団体優勝（5年連続7回目）
  - 12月 - 第36回熊日スポーツ大賞を受賞。
- 2003年（平成15年）8月 - 長崎ゆめ総体 なぎなた競技団体で優勝。（5回目）
- 2004年（平成16年）
  - 8月 - 中国04総体 なぎなた競技団体で優勝（4年連続6回目）、個人戦で優勝。
  - 10月 - 彩の国まごころ国体 なぎなた競技で優勝。
- 2006年（平成18年）
  - 3月 - 獅子旗西日本なぎなた大会で団体12連覇。
  - 8月 - 06総体THE近畿 なぎなた競技団体優勝（5年連続7回目）
- 2007年（平成19年）
  - 3月 - 第2回全国高等学校なぎなた選抜大会で優勝。
  - 8月 - 2007青春・佐賀総体 なぎなた競技団体で準優勝。

#### ラグビー部
- 全国高等学校ラグビーフットボール大会（花園）に9回出場。
  - 1. 1995年（平成7年）12月 - 第75回全国高等学校ラグビーフットボール大会に出場。
  - 2. 1996年（平成8年）12月 - 第76回全国高等学校ラグビーフットボール大会に出場。
  - 3. 1999年（平成11年）12月 - 第79回全国高等学校ラグビーフットボール大会に出場。
  - 4. 2000年（平成12年）12月 - 第80回全国高等学校ラグビーフットボール大会に出場。
  - 5. 2001年（平成13年）12月 - 第81回全国高等学校ラグビーフットボール大会に出場。
  - 6. 2003年（平成15年）12月 - 第83回全国高等学校ラグビーフットボール大会に出場。
  - 7. 2004年（平成16年）12月 - 第84回全国高等学校ラグビーフットボール大会に出場。
  - 8. 2008年（平成20年）12月 - 第88回全国高等学校ラグビーフットボール大会に出場。
  - 9. 2011年（平成23年）12月 - 第91回全国高等学校ラグビーフットボール大会に出場。
  - 2007年（平成19年）4月 に全国高等学校選抜ラグビーフットボール大会に出場。
- 陸上部
  - 2005年（平成17年）7月 - 世界ユース選手権（モロッコ）女子円盤投に出場。
- バレーボール部
- サッカー部
- 野球部
  - 1985年（昭和60年）8月8日、第67回全国高等学校野球選手権大会（夏の甲子園）に初出場。2回戦敗退。
  - 2019年（平成31年）、第91回選抜高等学校野球大会において、「21世紀枠」の熊本県推薦校に選出[3]。その後九州地区の「21世紀枠」の候補に選ばれたのち、熊本県の学校として初の「21世紀枠」で選出され、センバツ初出場[4]。
- 水泳部
- ソフトテニス部
- 卓球部
- 剣道部
- 柔道部
  - 2002年（平成14年）8月 - 2002年茨城総体 女子柔道競技団体戦において準優勝。
  - 2003年（平成15年）- 女子生徒（1名）がドイツジュニア柔道国際大会（女子78kg超級）で準優勝、フランスジュニア柔道国際大会（女子78kg超級）で優勝。
  - 2004年（平成16年）8月 - 中国04総体 柔道（女子78kg超級）で優勝。
  - 2005年（平成17年）2月 - オーストリア柔道国際大会女子（78kg超級）で優勝。
- ハンドボール部
- 空手道部
- バドミントン部
- バスケットボール部

### 文化部
- 音楽部 - 以前は吹奏楽部という名称であったが、幅広い音楽をという意向で現在は「音楽部」に改名されている。 毎年3月下旬に定期演奏会を西高太鼓部と共に行っている。
- 西高太鼓部
- 化学部（写真）- 2002年（平成14年）、2004年（平成16年）、2005年（平成17年）の全国高等学校総合文化祭に出場。
- 生物研究部 - 宇土半島に生息する外来種 「台湾リス」の調査活動がNHK熊本放送局のニュースで紹介された。
- 物理部
- 地学部
- 美術部 - 2004年（平成16年）全国高等学校総合文化祭に出場。
- 書道部 - 2002年（平成14年）、2004年（平成16年）、2006年（平成18年）全国高等学校総合文化祭に出場。
- 文芸部
- 茶道部
- 手芸部
- 英語部
- 古典文学部（かるた） - 普段は百人一首などをメインに活動している。2002年（平成14年）、2005年（平成17年）全国高等学校総合文化祭に出場。
- 放送部 - 2006年（平成18年）全国高等学校総合文化祭に出場。
- 新聞部（休部）
- 演劇部（休部）

## 年間行事
- 4月 - 入学式
- 5月 - 体育大会、県高校総体、県高校総合文化祭
- 7月 - 臨海実習（理数科）

2学期
- 9月 - 創立記念祭
- 11月 - 金峰山・本妙寺遠足
- 12月 - 修学旅行（1年）

3学期
- 2月 - 校内長距離走大会

## 事故・不祥事

### 死亡事故
- 2018年11月18日 - 本校の野球部（打者[5]）の2年生男子生徒（当時16歳）[3] が、他校との練習試合中に頭に死球が直撃[3] し、翌19日に死亡する災害が発生した[3]。死因は外傷性のくも膜下出血と判明[3]

### 不祥事
- 2020年12月18日午後6時半頃、ラグビー部の3年生2人が部室に2年生を呼び出し左頬を平手打ちした結果、左耳の鼓膜が破れた。学校は事態を把握したが「集団的・日常的な暴力行為ではなく、学校内で指導した」として県教委への報告は行わず、3年生2人をメンバーから外し12月27日の第100回全国高校ラグビー大会に出場した[6]。

## 著名な出身者
- 権頭雄太朗 -劇団四季所属 ミュージカル俳優
- 佐藤祐介 - サッカー選手（元：ロアッソ熊本）
- 竹下敬介 - ラグビー指導者
- 平島久照 - ラグビー選手
- 徳永亮 - ラグビー選手
- 渡辺郷 - ラグビー選手
- 筬島直人 - ラグビー選手
- 中村篤郎 - ラグビー選手
- 橋本法史 - ラグビー選手
- 積賢佑 - ラグビー選手
- 井島彰英 - ラグビー選手
- 宮家江美 - 女子柔道選手
- 立山真衣 - 女子柔道選手
- 白石響 - 女子柔道選手
- 大野萌亜 - 女子柔道選手

## 交通・アクセス方法
最寄りの鉄道駅
- JR九州 鹿児島本線・豊肥本線 「熊本駅」- 学校からは比較的距離が離れている。
- 熊本市交通局（路面電車）「田崎橋電停」- 学校からは比較的距離が離れている。

最寄りのバス停
- 九州産交バス
  - 「西高校前」バス停（正門前だが、便数は非常に少ない）
  - 「西高校入口」バス停（熊本県道28号線沿いで、学校から多少距離があるが、便数は比較的多め）

最寄りの道路
- 熊本県道28号熊本高森線、熊本県道237号小島新町線
- 国道501号